# 仁慈大会堂

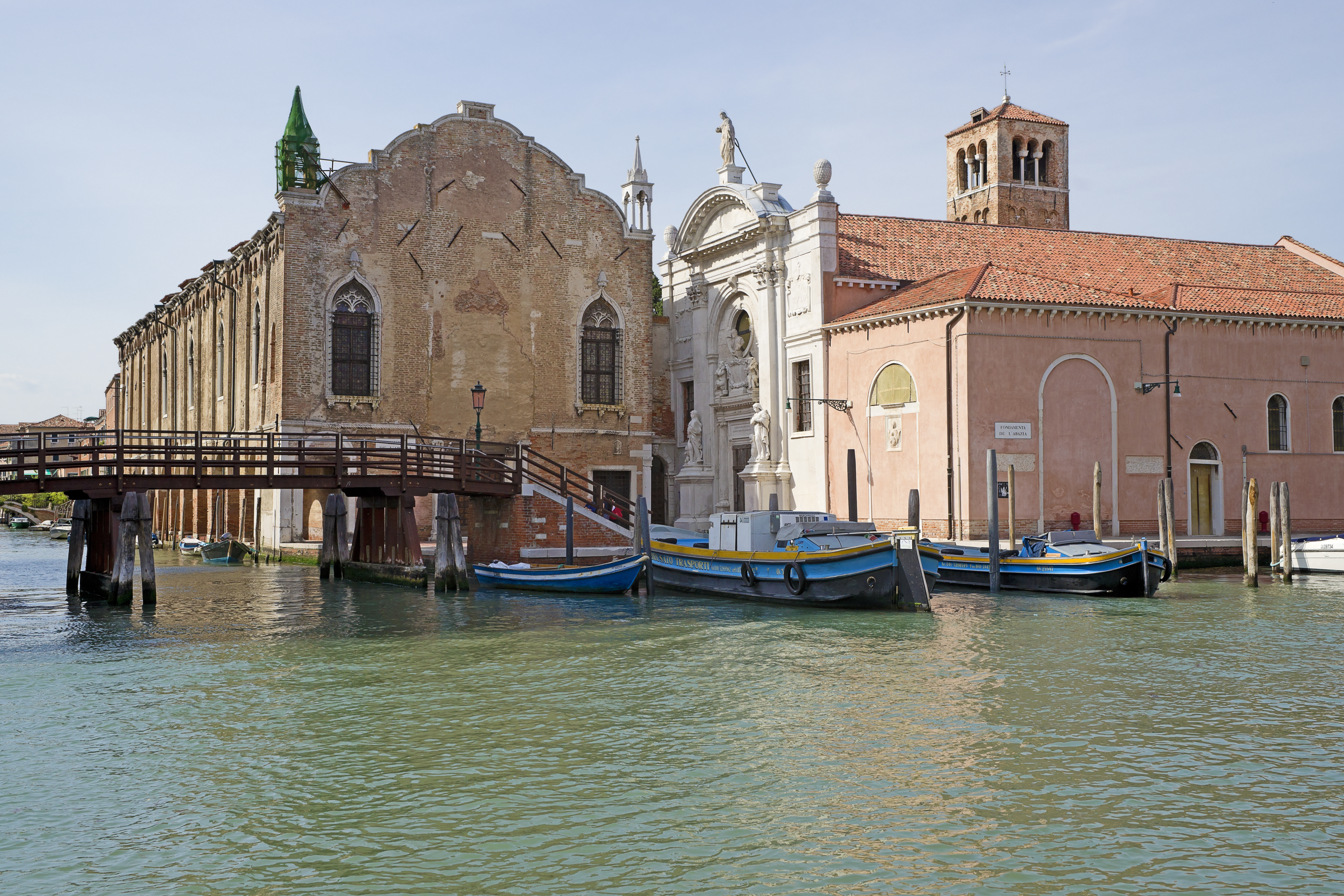

仁慈大会堂（Scuola Grande di Santa Maria della Misericordia）是意大利威尼斯一所前宗教慈善机构建筑，位于卡纳雷吉欧区，城市的北部边缘，在Rio della Sensa 、Rio di Noale 与 Rio di San Falice的交汇处。包括老仁慈会堂（Scuola vecchia della Misericordia），以及新仁慈会堂（Scuola nuova della Misericordia）。
它创立于1310年，后来曾数次扩建。到16世纪初，这座古老的会堂并入了附近的方济会修道院，旧会议厅出租。1507年开始在Rio dell Sensa对岸建造新仁慈会堂。然而，25年之后，只完成基础,雅各布·桑索维诺的新设计完成了两层砖结构，没有用大理石或石头贴面, 并于1634年出售给丝织工行会。新会堂最近已经修复。

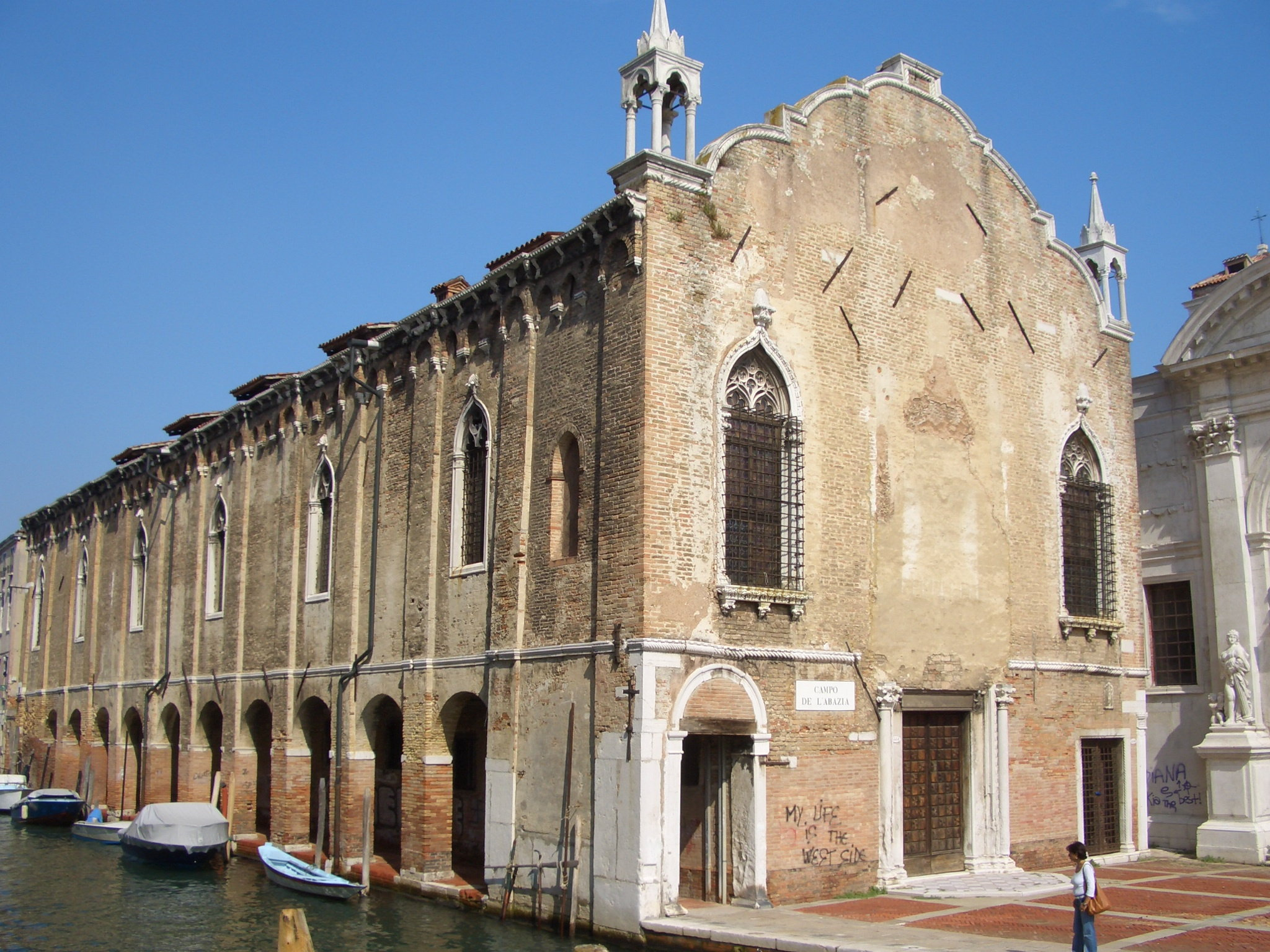
老仁慈会堂
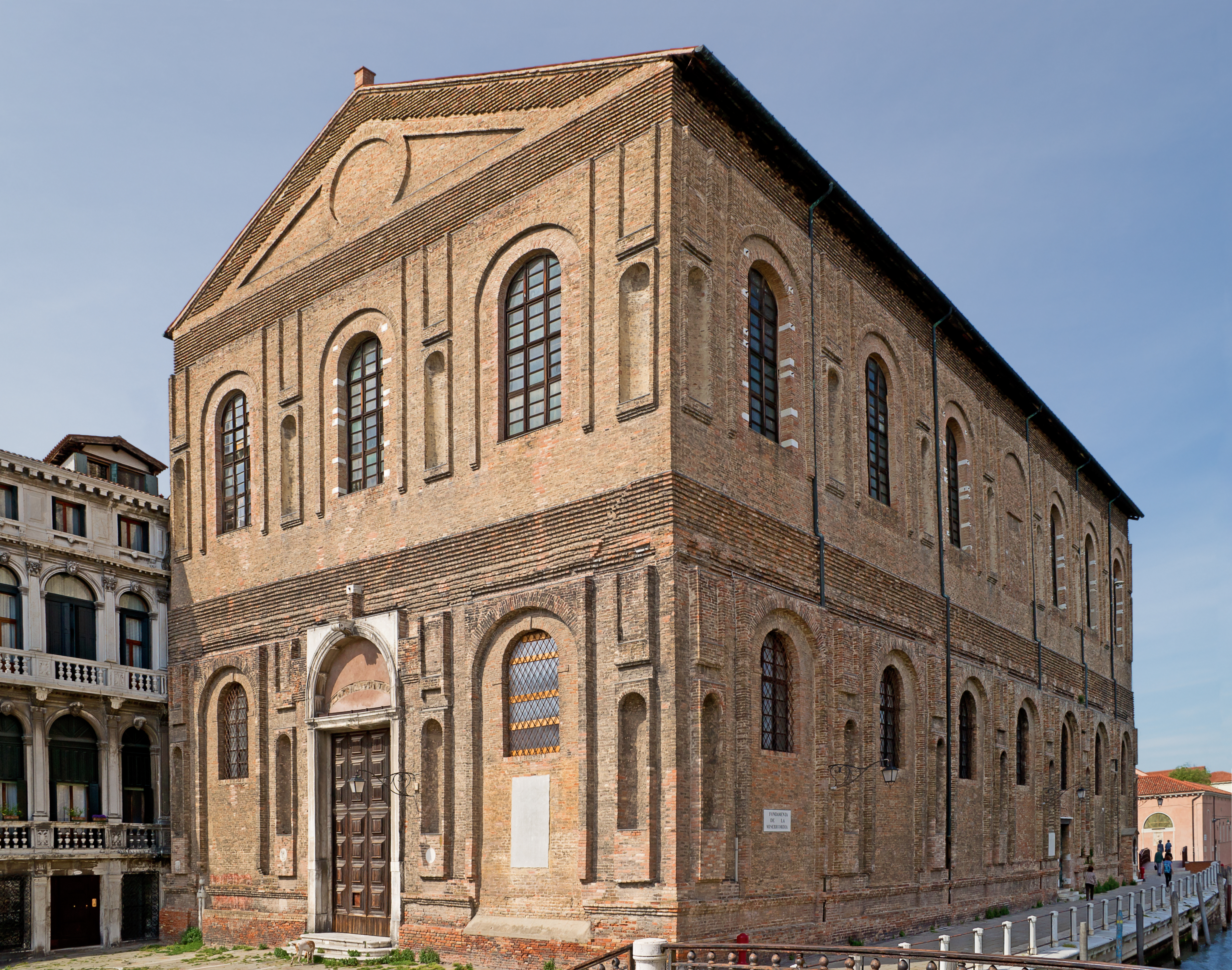
新仁慈会堂
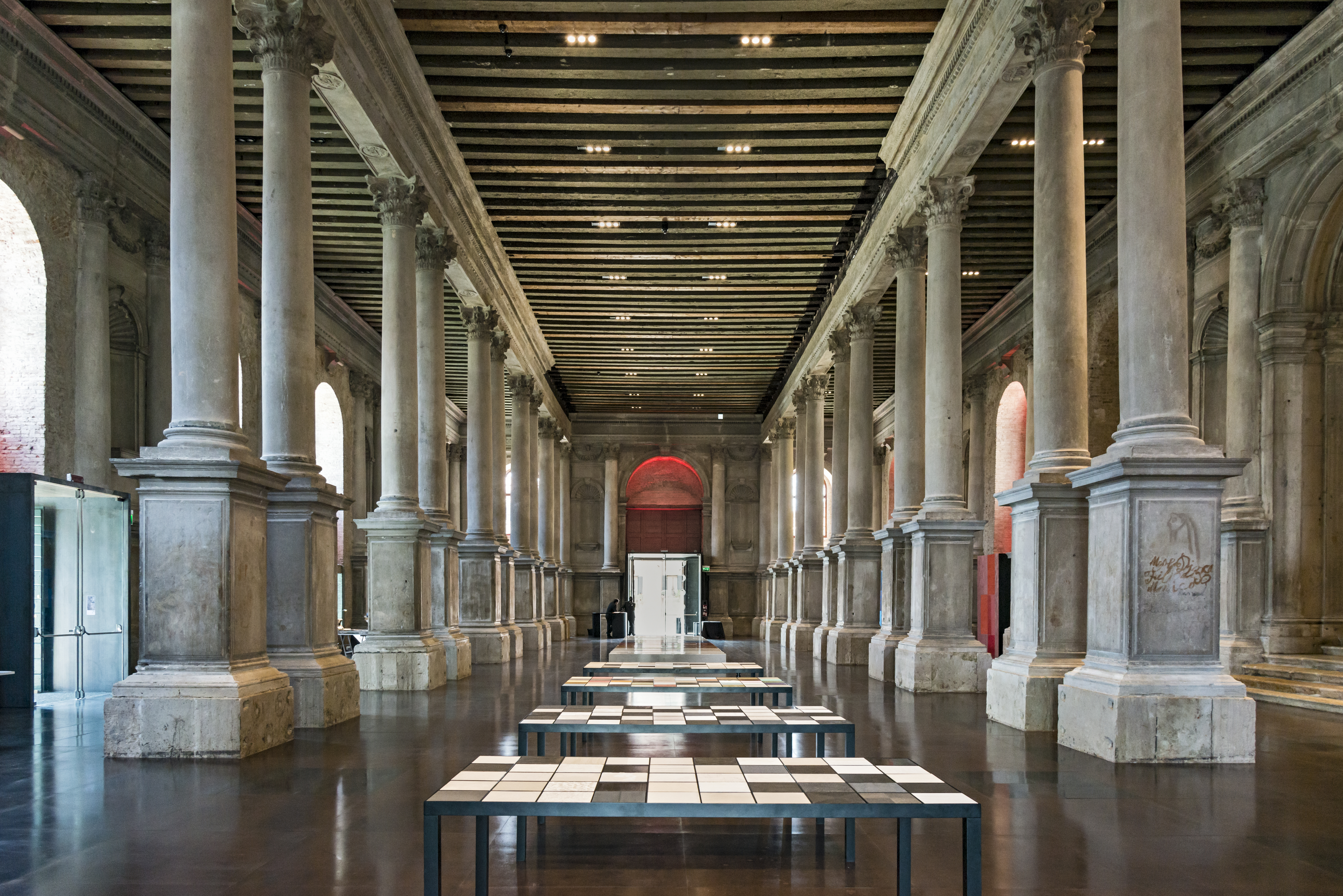
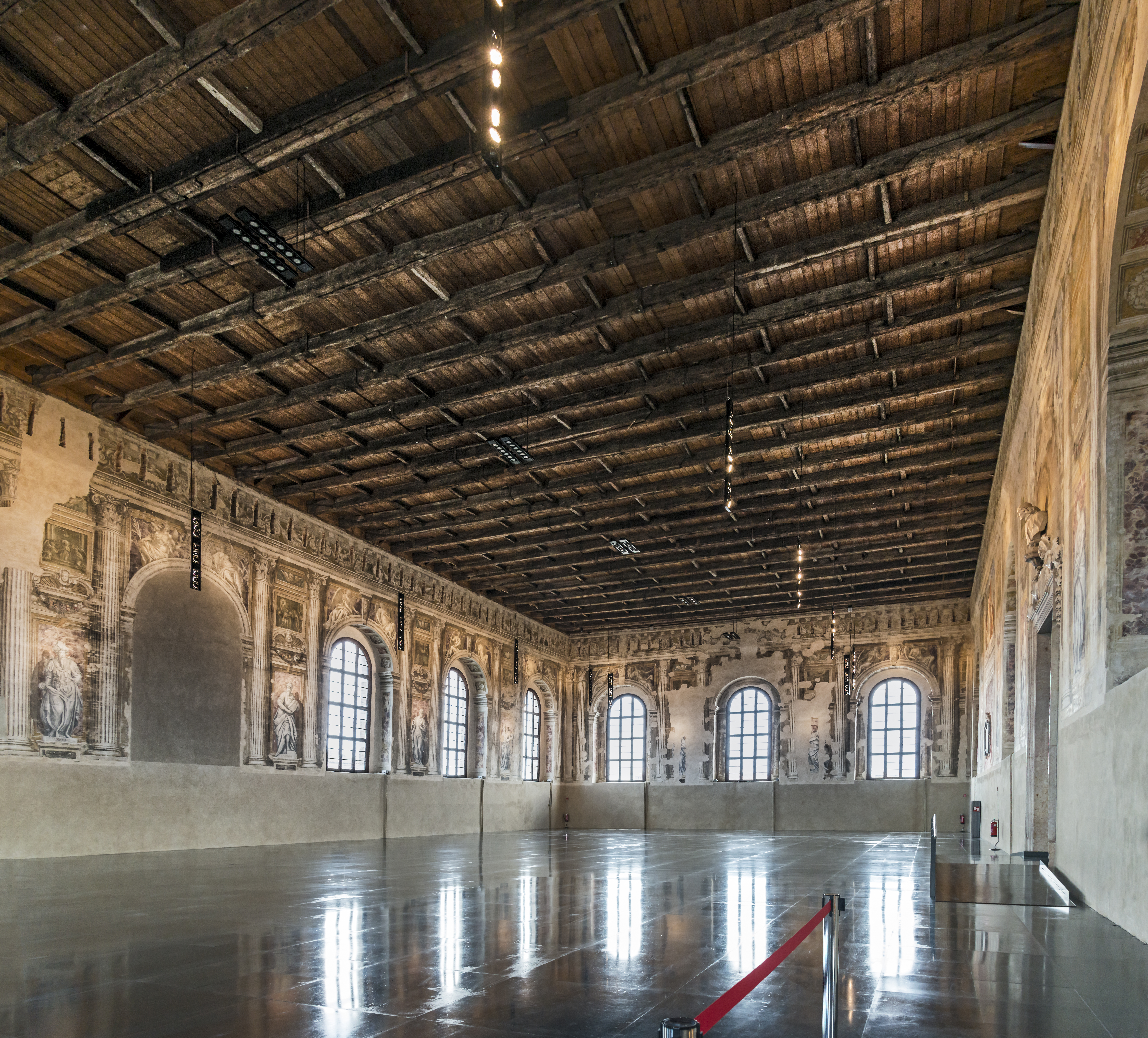